# Astochia armata
Astochia armata là một loài ruồi trong họ Asilidae. Astochia armata được Becker miêu tả năm 1909. Loài này phân bố ở vùng nhiệt đới châu Phi.